# Kupon
Kupon fue un satélite de comunicaciones ruso desarrollado por NPO Lavochkin. Fue lanzado el 12 de noviembre de 1997 mediante un cohete Proton desde el cosmódromo de Baikonur. El ordenador de a bordo falló poco después de que el satélite alcanzase la órbita geoestacionaria, inutilizándolo.
El satélite pertenecía al Banco Central de la Federación Rusa y su misión era la de retransmitir la información bancaria de la red Bankir. Disponía de la capacidad de gestionar hasta 10 000 transacciones simultáneamente.